# Palazzo della Camera
Il Palazzo della Camera è stato un palazzo storico dell'Aquila.

## Storia
L'area su cui insisteva il palazzo — un isolato di forma allungata posto nel locale di Forcella, all'interno del quarto di San Pietro — era costituito in origine da una serie di case di proprietà della famiglia Camponeschi. Nel XV secolo Antonuccio Camponeschi inglobò le preesistenze trecentesche in un unico complesso rinascimentale.
Il palazzo consisteva in un vasto aggregato che si sviluppava tra le attuali via delle Aquile e via dell'Annunziata. Al tempo, infatti, l'area era suddivisa in tre isolati urbani disposti lungo l'asse est-ovest; nel lotto centrale era collocato proprio il Palazzo della Camera che, con la sua forma ad esedra, si apriva verso la piazza Santa Margherita, di fatto un allargamento di via Forcella sul fronte meridionale.
Nel 1495 vi si stabilì la “Magnifica Camera” — istituzione nata nel 1355 che reggeva la vita politica della città — con le annesse residenze degli eletti, da cui la denominazione storica del palazzo. In questo periodo il palazzo venne rinnovato anche mediante la realizzazione della Loggia dei Signori, una pregevole facciata porticata di cui rimane testimonianza nella struttura del Palazzetto dei Nobili; quest'ultimo, infatti, costituiva l'estremità orientale del complesso ed il suo portico è ancora esistente, sebbene chiuso dopo il terremoto dell'Aquila del 1703 ed inglobato nella volumetria dell'edificio.
Il palazzo venne rinnovato tra il 1570 e il 1572. In seguito al trasferimento delle istituzioni presso l'adiacente Palazzo Margherita, rimase inutilizzato e nel 1596 fu venduto alla Compagnia del Gesù.
A partire dal 1625, i Gesuiti cominciarono una lunga e travagliata opera di sistemazione urbanistica dell'isolato che, nel corso di alcuni decenni, verrà interamente rivoluzionato. La realizzazione del nuovo Collegio, con l'annessa chiesa del Gesù, comportò la chiusura di via Forcella e l'apertura delle nuove vie Camponeschi e dell'Annunziata, perpendicolari al decumano cittadino di via Roma; del precedente palazzo della Camera rimase così solamente la porzione terminale, costituita dal già citato palazzetto dei Nobili, mentre il resto della struttura fu inglobato nell'attuale Palazzo Camponeschi.